# Julio Iglesias Jr.
Julio Iglesias Jr., właśc. Julio José Iglesias Preysler (ur. 25 lutego 1973 w Madrycie) – hiszpański model i piosenkarz popowy. Syn Julio Iglesiasa i brat Enrique Iglesiasa.

## Wczesne lata
Urodził się w Madrycie jako drugie z trojga dzieci Julio Iglesiasa, hiszpańskiego piosenkarza, i Maríi Isabel Preysler (z domu Arrastíi), filipińskiej modelki i dziennikarki magazynu „Hola!”. Wychowywał się ze starszą siostrą Chábeli Iglesias (ur. 3 września 1971), która została reporterką, oraz młodszym bratem Enrique Miguelem (ur. 8 maja 1975), który stał się światowej sławy piosenkarzem. W 1979, kiedy miał pięć lat, jego rodzice rozwiedli się. Wraz z rodzeństwem przeprowadził się do Miami i zamieszkał z ojcem. Ma przyrodnie rodzeństwo, braci: Miguela Alejandro (ur. 7 września 1997), Rodrigo (ur. 3 kwietnia 1999) i Guillermo Iglesias-Rijnsburger (ur. 5 maja 2007) i siostry-bliźniaczki Victorię i Cristinę (ur. 1 maja 2001) ze związku swojego ojca z holenderską modelką Mirandą Rijnsburger, a także przyrodnie siostry, Tamarę i Anę Boyer, z nowego związku matki. Uczęszczał do college’u w pobliżu San Francisco przy Menlo College w Atherton. 

## Kariera
Wygrał okazję, by uczestniczyć w sitcomie NBC Jak grom z jasnego nieba (Out of the Blue) i pracował dla Travel Channel, gdzie organizował programy turystyczne o podróży po Ameryce Łacińskiej. Z pomocą przyjaciela i menedżera Dariusa Jordiego Lassusa, zdobył pracę jako model dla Ford Models Agency w Nowym Jorku. Pracował z fotografem Bruce’em Weberem podczas kampanii reklamowej Versace, a także reklamował wyroby Gap Inc. projektu Johna Bartletta VII.
Dwukrotnie otrzymał propozycję udziału w operach mydlanych: Televisa i ABC Wszystkie moje dzieci (All My Children), a także ofertę od producentów broadwayowskiej wersji musicalu Grease jako Danny, ale odrzucił je, by skupić się na swojej muzyce. Podpisał porozumienie nagraniowe z Epic Records i podróżował do Miami, gdzie nagrał swoją pierwszą płytę pt. Under My Eyes (Pod moimi oczami) z Rodolfo Castillo. W 1999 w Nowym Jorku i Los Angeles zrealizował dwa single: „One More Chance” i tytułowy z debiutanckiego albumu Under My Eyes. Album nie cieszył się jednak powodzeniem w Stanach Zjednoczonych i wkrótce potem odszedł od Epic Records. Wydał cztery albumy studyjne.
Był uczestnikiem programów rozrywkowych: ¡Mira quien baila! (2007) i Tu cara me suena (2011).

## Życie prywatne
W październiku 1999 prawnie zmienił nazwisko z Julio José Iglesias na Julio Iglesias Junior.
W 2011 zaręczył się z dziewięć lat od niego młodszą belgijską modelką Charisse Verhaert (ur. 1982). 3 listopada 2012 wzięli ślub. W sierpniu 2020 w sądzie w Miami został złożony pozew o rozwód. 16 listopada 2020 doszło do rozwodu.
Iglesias jest katolikiem i potomkiem religijnego filipińsko-hiszpańskiego klanu Arrastia z rodziny Arrastia z Lubao, Pampanga na Filipinach.

## Dyskografia

### Albumy
| Rok  | Album             |
| ---- | ----------------- |
| 1999 | Under My Eyes     |
| 2003 | Tercera Dimension |
| 2008 | Por la Mitad      |
| 2014 | Latin Lovers      |

### Single
| Rok  | Singiel                                                          | Album         |
| ---- | ---------------------------------------------------------------- | ------------- |
| 1999 | „One More Chance”                                                | Under My Eyes |
| 1999 | „Under My Eyes”                                                  | Under My Eyes |
| 2008 | „The Way I Want You”                                             | –             |
| 2012 | „Geronimo”                                                       | –             |
| 2013 | „My Love – A Piece of My Love” (także Abel the Kid & Snoop Dogg) | –             |
| 2014 | „Vous Les Femmes”                                                | Latin Lovers  |
| 2014 | „La camisa negra”                                                | Latin Lovers  |
| 2014 | „Smile” (także Abel the Kid)                                     | –             |
| 2014 | „Amo Di Te” (także Anamor)                                       | –             |
| 2014 | „I Wonder” (także Abel the Kid & Rasel)                          | –             |

## Wybrana filmografia
- 1996: The Tonight Show with Jay Leno jako
- 1998: Modern Talking 1998/1999 jako on sam
- 2008: The Music of You (film krótkometrażowy) jako Cristiano
- 2010: Hacienda Heights (serial TV) jako Luis
- 2014: Latin Lovers jako on sam
- 2014: Soy tu doble (TV Azteca, Meksyk) jako on sam